# Wura-Natasha Ogunji
Wura-Natasha Ogunji est une artiste visuelle et performeuse née à Saint-Louis, aux États-Unis, en 1970. Elle vit et travaille à Lagos, au Nigeria. Elle utilise le dessin, la vidéo et la performance pour explorer les relations corporelles des femmes dans l'espace public et la mémoire collective.

## Biographie
En 1992, elle étudie l'anthropologie en obtenant un Bachelor of Arts Anthropology à l'université de Stanford en 1992. Elle poursuit avec des études en photographie, et est diplômée en 1998 d'un Master of Fine Arts Photography à l'université de San José.
En 2012, elle est lauréate de la bourse Guggenheim. Après l'obtention de ce prix et son départ pour Lagos, pays natal de son père, ses productions artistiques changent. Elle s'inspire des paysages nigérians et utilise de nouveaux éléments plastiques pour parler du mouvement des corps au temps de la mondialisation.
Elle s'intéresse également aux expériences vécues localement, c'est-à-dire dans un lieu donné. Pour l'artiste, vivre dans un espace identifié et limité géographiquement entraine une responsabilité envers le lieu d'habitation. Elle brode des fils sur du papier calque pour traiter les limites de la physicalité et ses potentialités.
Pour signaler l'oppression portée par la société nigériane sur la place des femmes dans l'espace public, elle conçoit en 2013 une performance collective filmée intitulée Will I Still Carry Water When I Am a Dead Woman? (Porterai-je encore de l'eau quand je serai morte ?). Dans les rues de Lagos, six femmes traînent des jerricanes d'eau vides. En 2011, elle a réalisé une première vidéo en se mettant seule en scène. Elle a ensuite fait une performance au Brésil, intitulée Days of Being Free. Le message de ses œuvres est de donner de la liberté et de la présence aux femmes dans l'espace public partout dans le monde.
En 2018, elle participe à la 33e Biennale de Sao Paulo, au Brésil, en tant qu'artiste-curatrice, et ouvre le studio artistique The Treehouse à Lagos, dans le quartier d’Ikoyi. Il s'agit d'un lieu militant pour créer des projets et des performances entre artistes et publics. Cet espace permet d'expérimenter et d'effectuer des recherches artistiques.

## Expositions
- Visions into Infinite Archives, SOMArts, Sans Francisco
- Every Mask I Ever Loved, ifa-Galerie, Berlin, 2017[7]
- A Slice Through the World: Contemporary Artists Drawings, Modern Art Oxford, Oxford, 2018[8]
- Prince.sse.s des villes, Palais de Tokyo, Paris, 2019[9]

## Prix et distinctions
Lauréate de la bourse Guggenheim, 2012